# Lyon megye (Iowa)
Lyon megye az Amerikai Egyesült Államokban, azon belül Iowa államban található. Lakosainak száma 11 934 fő (2020. április 1.). Lyon megye Minnehaha, Lincoln, Osceola, Rock, Nobles, Sioux és O’Brien megyékkel határos.

## Népesség
A megye népessége az elmúlt években az alábbi módon változott:
| Lakosok száma | 11 763 | 11 560 | 11 693 | 11 772 | 11 712 | 11 745 | 11 934 |
|               | 2000   | 2010   | 2011   | 2012   | 2013   | 2015   | 2020   |